# Nanga (manikongo)
Pour les articles homonymes, voir Nanga.
Nanga du Kongo était le deuxième dirigeant ou manikongo du royaume du Kongo, de la dynastie Kilukeni. Les dates et événements de son règne sont inconnus. On sait qu'il était un cousin du fondateur du royaume, Lukeni lua Nimi.